# Žujince
Žujince (em cirílico: Жујинце) é uma vila da Sérvia localizada no município de Preševo, pertencente ao distrito de Pčinja, na região de Vallée de Preševo. A sua população era de 1248 habitantes segundo o censo de 2002.

## Demografia
| 1948 | 1953 | 1961 | 1971 | 1981 | 1991 | 2002 |
| ---- | ---- | ---- | ---- | ---- | ---- | ---- |
| 948  | 1018 | 1068 | 1197 | 1284 | 1405 | 1248 |